# Magatzem de Moret
El Magatzem de Moret és una nau industrial del 1910 de Silla (Horta Sud) protegida com a Bé immoble de rellevància local. És una nau industrial amb coberta a dos vessants sobre armadura amb coberta de plaques de fiborecement. Destaca la simetria de la façana, que disposa els dos finestrals al costat de la porta principal. S'observa una clara influència del magatzem de José Campo que el mateix Demetri Ribes va projectar el 1913.